# 胡姆巴巴
在古美索不达米亚宗教中，胡姆巴巴（Humbaba，亚述语拼法）或胡瓦瓦（Huwawa，苏美尔语拼法），也称为恐怖的胡姆巴巴，是远古时代太阳神乌图养育的一位可怕的巨型树怪。胡姆巴巴是神明居住的雪松之林的守护者，恩利勒“注定他让人们恐惧”。他是汉比（Hanbi）的儿子，帕祖祖（Pazuzu）和恩基的兄弟。

## 形象
他的脸是狮子。“当他看人时，就是死亡的眼神。”“胡姆巴巴声如洪水、他的嘴巴是死亡、他的呼吸是烈火！他在60哩远就可听到树林中的沙沙声响！谁敢冒险进入他的森林！”在不同的情节中，他的脸就像缠绕着一条人或兽的内脏，从中可读出预兆。这也导致名字“肠道要塞的守护者”。
乔治·布克哈特（Georg Burckhardt）翻译的《吉尔伽美什》描述他，“遍体覆盖鳞片，手为狮掌，脚是鹰爪，头上长着一对野牛角，尾巴和阴茎末端各是一只蛇头”。

## 死亡
胡姆巴巴在《吉尔伽美什史诗》第二块泥板中被首次提到：在吉尔伽美什和恩奇杜经初次交手并成为好朋友后，他们踏上了冒险征程，到连绵七山的雪松之林去讨伐胡姆巴巴（胡瓦瓦）。“恩奇杜”，吉尔伽美什发誓道：“人生短暂，我要到雪松山去，在那里建立我的声望和荣耀”。当他们与胡姆巴巴遭遇后，吉尔伽美什假说要将他的姐妹们给巨怪做妻妾，哄骗它泄露了自己七个“光芒”的秘密。乘胡姆巴巴松懈之机，吉尔伽美什将它击倒并俘获了它。胡姆巴巴被击败后，向吉尔伽美什求饶乞命，恩奇杜力劝吉尔伽美什杀掉胡姆巴巴。为了求生，胡姆巴巴试图挣扎逃跑，但被恩奇杜砍下了头颅。在其它版本中它是被二位英雄一同杀死的。
胡姆巴巴的首级被放在皮袋中带给了派胡姆巴巴守护该森林的恩利勒神。恩利勒得知这一切后愤怒了，他重新分配了原授予胡姆巴巴的七个“光芒”（某些泥板中是“光环”）。“他将胡姆巴巴的第一个光环给了田野；将他的第二个光环给了河流；将他的第三个光环给了芦苇丛；将他的第四个光环给了狮子；给他的第五个光环给了宫殿（有一文献中是奴隶）；将他的第六个光环给了森林（有一文献中是丘陵）；将他的第七个光环给了仑伽勒（Nungal）。但并没有报复二位英雄，虽然恩利勒曾说，“他应吃你该吃的面包，喝该你喝的水！他理应得到报偿”。
吉尔伽美什在与胡姆巴巴的交换中，他每给出一件礼物，就会从胡姆巴巴那儿得到一个“恐怖”（=“光芒”），吉尔伽美什送出的七个礼物是：
1. 他的姐姐“玛图尔”（Ma-tur）；
2. （原文此处缺失）；
3. 面粉；
4. 一双大鞋；
5. 一双小鞋；
6. 中低档宝石；
7. 一捆树枝。

在吉尔伽美什麻痹、哄骗雪松林怪时，他随身所带的50位未婚男子则砍伐起雪松，将杉树削去枝叉，重重叠叠地铺满山坡上，准备将它们带走。因此，这次冒险经历中也揭示了劫掠木材的情况，为缺少木材的美索不达米亚带来了大量的雪松木。
这也成为长期来压抑在吉尔伽美什心头的死亡阴影，因为神明曾提醒过他：“…砍伐该山上的雪松，那怕仅仅一颗，必将被森林里的胡姆巴巴杀死…”。
胡姆巴巴眼睛圆瞪、胡须和头发凌乱的头颅的这一形象被绘制成辟邪图，在第一巴比伦王朝就已出现，一直延续到新亚述帝国的艺术作品中，逐渐消失于阿契美尼德（Achaemenid）王朝统治时期。在希腊珀耳修斯神话中也发现了与丑陋的胡姆巴巴头颅相对应的形象，珀耳修斯放在他皮袋子中的墨杜萨之头。古希腊描述长有胡子的女魔，一位异常丑陋的女性戈耳工。朱迪思·麦肯齐在佩特拉纳巴泰人墓楣上发现了胡姆巴巴的头颅像。

## 另请参阅
- 罗波那
- 阿萨各
- 雅撒库
- 乌图库
- 埃提姆